# گیلرسدورف
گیلرسدورف (به آلمانی: Gillersdorf) یک شهر در آلمان است که در ایلم-کرایس واقع شده‌است. گیلرسدورف ۳۲۱ نفر جمعیت دارد.